# WarCry (álbum)
WarCry es el primer álbum de estudio de la banda WarCry. 
Este trabajo fue en gran medida una colaboración de los miembros de la banda, quienes en ese momento estaban en sus antiguas formaciones. Únicamente participaron como miembros oficiales Víctor García y Alberto Ardines; los demás aparecen como invitados.

## Lista de canciones
| CD    |                           |          |  |
| N.º   | Título                    | Duración |  |
| 1.    | «Intro» (Instrumental)    | 1:20     |  |
| 2.    | «Luz del Norte»           | 5:04     |  |
| 3.    | «Quiero»                  | 5:36     |  |
| 4.    | «Nadie»                   | 4:45     |  |
| 5.    | «Pueblo Maldito»          | 4:52     |  |
| 6.    | «Cada Vez»                | 4:51     |  |
| 7.    | «Señor»                   | 5:41     |  |
| 8.    | «Al Salir el Sol»         | 6:14     |  |
| 9.    | «Trono del Metal»         | 5:21     |  |
| 10.   | «Hoy Gano Yo»             | 6:00     |  |
| 11.   | «Nana»                    | 4:07     |  |
| 12.   | «Amanecer» (Instrumental) | 2:46     |  |
| 56:37 |                           |          |  |

## Intérpretes
- Víctor García: Voz, guitarra rítmica y bajo
- Alberto Ardines: Batería programada

### Colaboraciones
- Fernando Mon: Guitarra solista
- Pablo García: Guitarra solista